# Abierto de Brasil 2012
El Abierto de Brasil 2012 fue un torneo de tenis masculino del ATP World Tour de la serie 250, disputado en São Paulo, Brasil entre el 13 de febrero al 19 de febrero. Fue la 1ª edición oficial del torneo que se disputa en dicha ciudad.

## Campeones

### Individuales Masculino
Nicolás Almagro venció a  Filippo Volandri por 6-3, 4-6, 6-4.

### Dobles Masculino
Eric Butorac /  Bruno Soares vencieron a  Michal Mertinak /  Andre Sá por 3-6, 6-4, 10-8.